# Marcy Dermansky

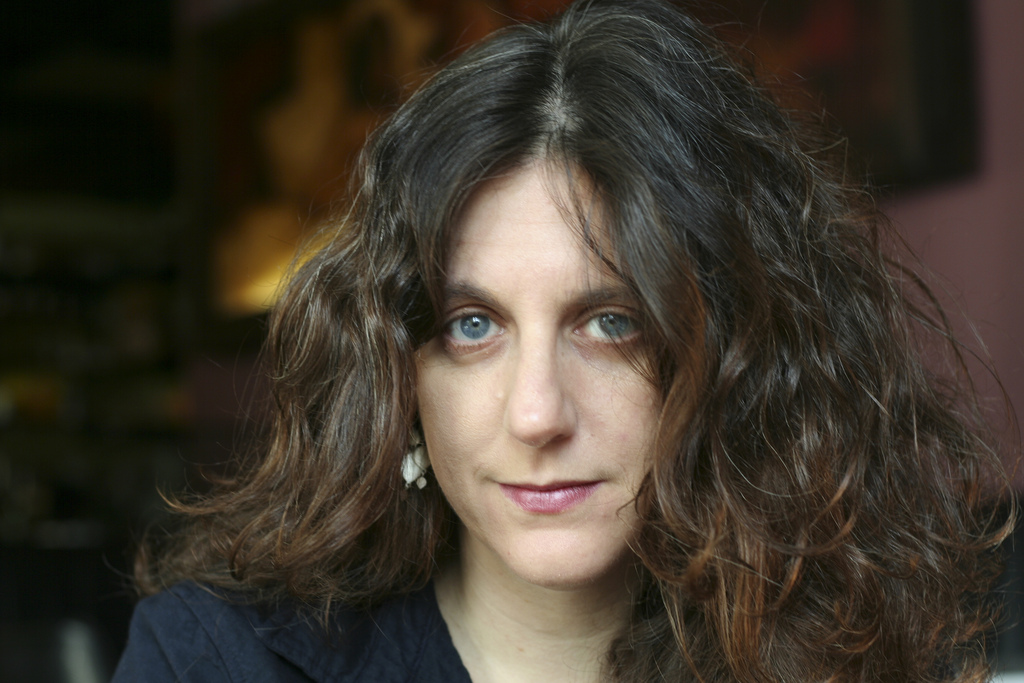
Marcy Dermansky (2011)

Marcy Dermansky (* 9. Juni 1969 in New Jersey) ist eine US-amerikanische Autorin und Filmkritikerin.

## Leben
Dermansky ist Mitglied der MacDowell Colony und der Edward Albee Ranch. Sie ist die Gewinnerin des Story Magazine Carson McCullers short story prize von 1999 und des Smallmouth Press Andre Dubus Novella Award von 2002. Ihr Erstlingswerk, Twins, wurde 2005 von William Morrow and Company veröffentlicht. Ihr zweiter Roman, Bad Marie, wurde 2010 von Harper Perennial veröffentlicht.
Ihre Geschichten wurden in den Literaturzeitschriften, McSweeneys, The Alaska Quarterly Review, The Indiana Review, und in dem Sammelband Love Stories: A Literary Companion to Tennis veröffentlicht. Sie ist eine Filmkritikerin für About.com und gehört der New York Film Critics Online an. 2012 lebte sie mit Ehemann und Tochter in Wiesbaden.